# La Loma de los Rizo
La Loma de los Rizo är en ort i Mexiko.   Den ligger i kommunen Arandas och delstaten Jalisco, i den centrala delen av landet, 400 km väster om huvudstaden Mexico City. La Loma de los Rizo ligger 2 192 meter över havet och antalet invånare är 132.
Terrängen runt La Loma de los Rizo är platt söderut, men norrut är den kuperad. Terrängen runt La Loma de los Rizo sluttar västerut. Runt La Loma de los Rizo är det ganska glesbefolkat, med 28 invånare per kvadratkilometer. Närmaste större samhälle är Arandas, 13,1 km väster om La Loma de los Rizo. I omgivningarna runt La Loma de los Rizo växer huvudsakligen savannskog.